# Strædet

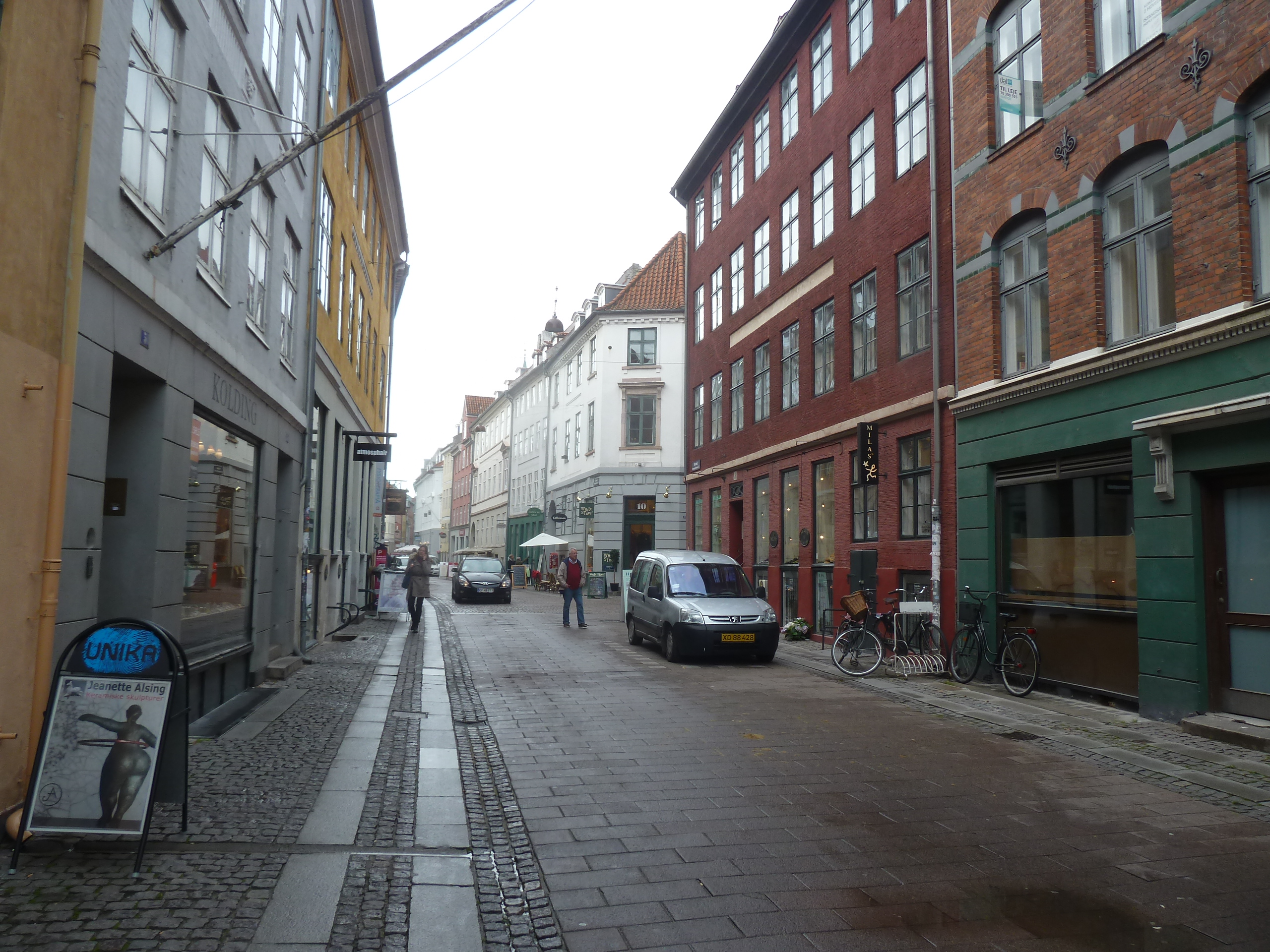
Kompagnistræde

Strædet är en benämning på några samlade gator i Köpenhamn som löper mer eller mindre parallellt med sin större granne Strøget.  Gågatan domineras av inredningsaffärer, antikaffärer och barnklädesaffärer samt konsthantverk och brukskonst i olika former.
Strædet består av dessa gator:
- Farvergade
- Kompagnistræde
- Læderstræde